# Panera

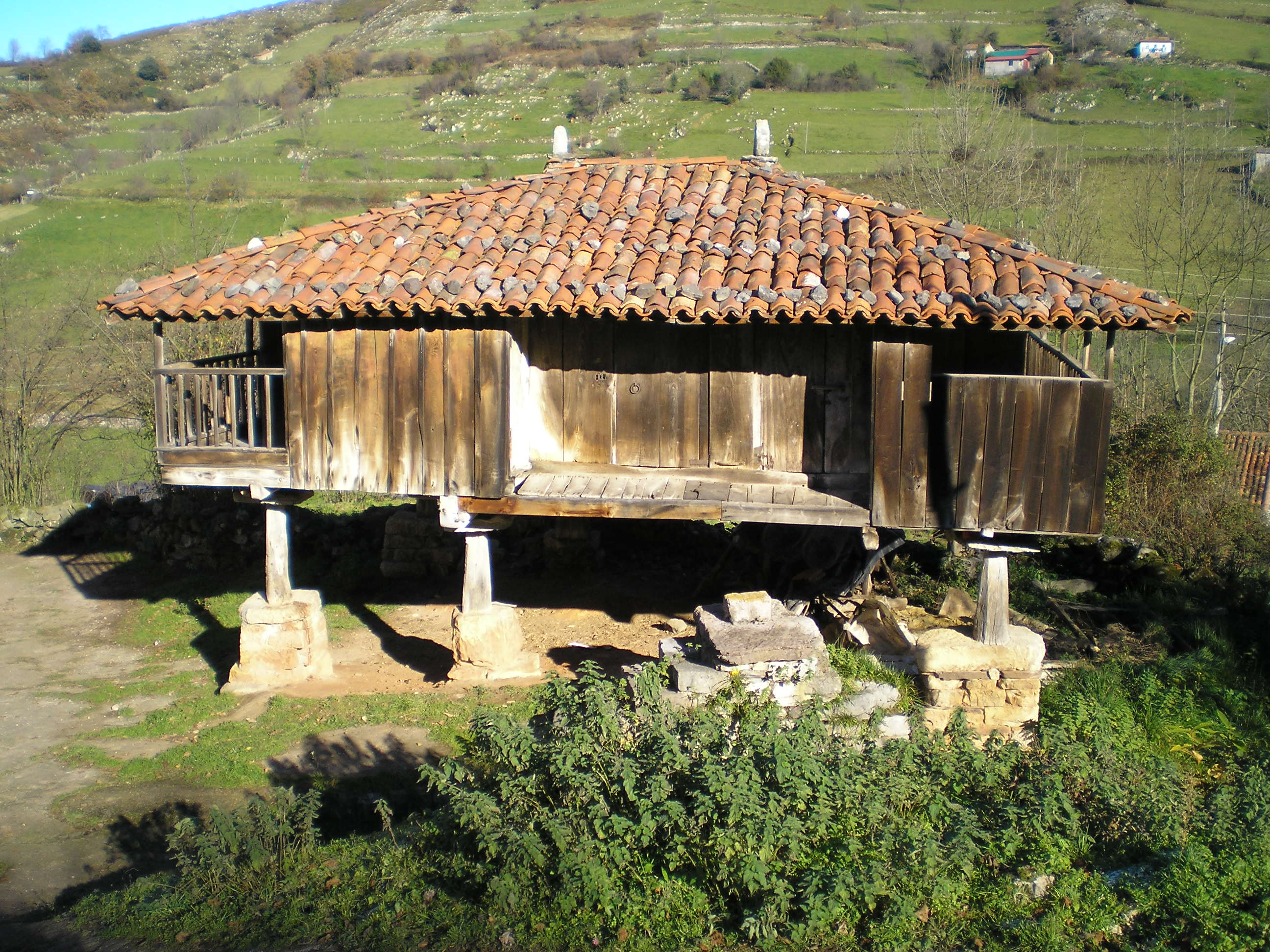
Panera típica asturiana en Rubiano

La panera es una antigua edificación rural sobre pilares para almacenar el cereal. Es similar al hórreo, pero por lo general tiene más de cuatro pegollos o pilares. La distinción estricta, sin embargo, entre hórreo y panera no es el número de pegollos, sino el tejado. Los hórreos tienen tejados a cuatro aguas que se unen en el punto superior, mientras que las paneras tienen tejados con caballete. Una panera es una evolución arquitectónica del hórreo que, con los mismos elementos, aumenta de tamaño alargándose su planta hasta formar un rectángulo, en lugar de un cuadrado. El tejado de la panera, por tanto, no es a dos aguas como en el caso del hórreo, sino que está configurado "en tijera". Por consiguiente, suele presentar más pegollos (al tener que sujetarse una superficie mayor) aunque este rasgo no resulta determinante para la clasificación arquitectónica. El resto de elementos, rasgos y funciones son las mismas.
Las paneras, aparte de pegollos, poseen muelas y tilláos.

#### La aparición de las «paneras»

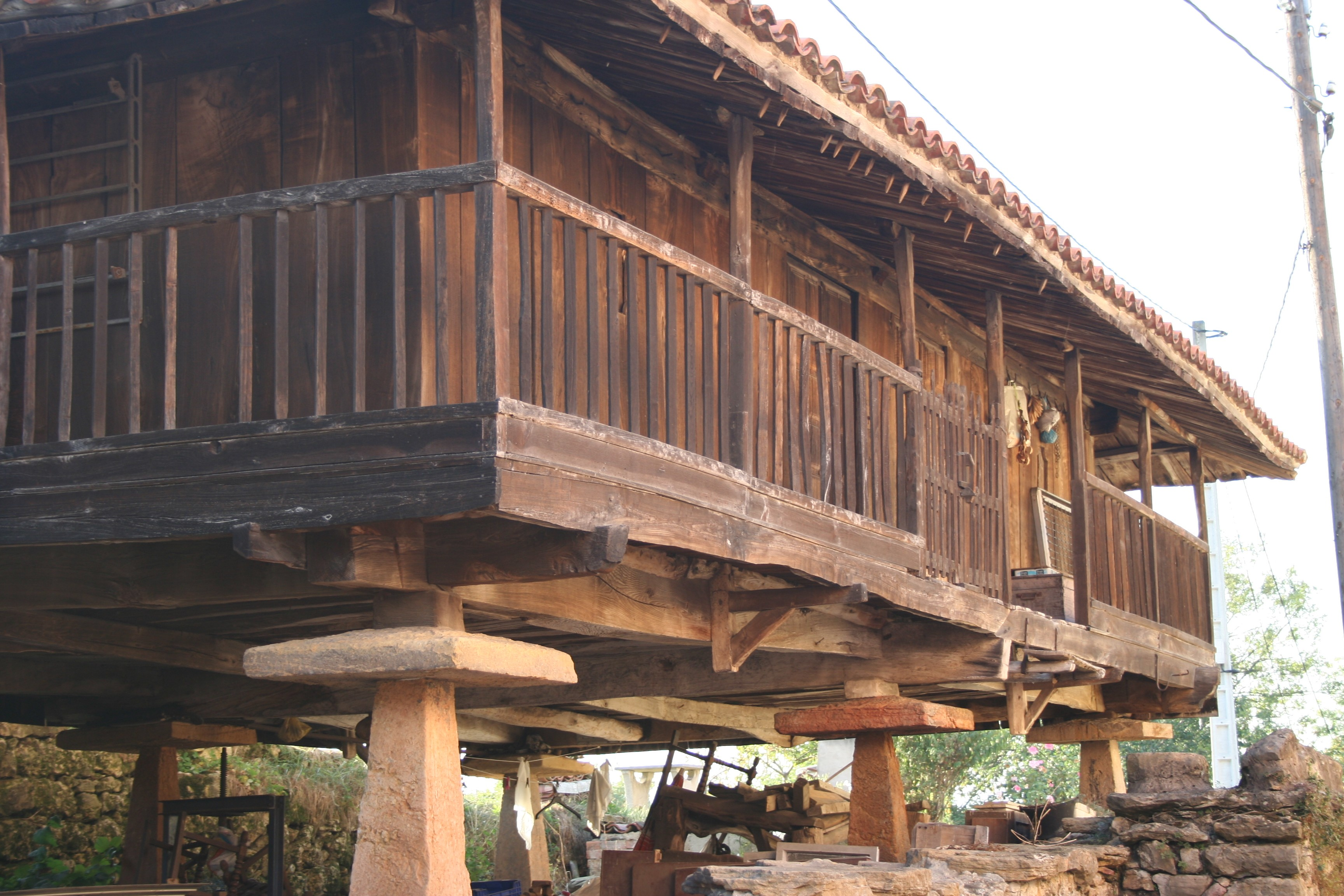
Corredor de una panera típica asturiana

La «panera» surge como respuesta a la necesidad de aumentar el espacio de almacenamiento en una época de crecimiento agrícola y económico en Asturias con el desarrollo de los nuevos cultivos. La panera surgió como una construcción propia de familias más pudientes, con mayores cosechas y más productos y bienes a almacenar. Las paneras se encuentran en mayor volumen en zonas llanas (valles) o la costa, los escasos lugares donde las características geográficas permiten en Asturias grandes extensiones cultivables (y que por tanto necesitan mayores espacios de almacenado) o simplemente la estabilidad de terreno necesaria para la elevación de una estructura de dimensiones más notables que aquellas de un hórreo, que alcanzan varios metros en longitud.